# Liu Qi
Liu Qi (en chinois : 刘淇) (né en novembre 1942 à Wujin, dans la province du Jiangsu) est un homme politique de la république populaire de Chine, qui est maire de Pékin entre 1999 et 2002.
Il appartient au parti depuis 1975 et siège au Bureau politique du Parti communiste chinois entre 2002 et 2012 (16e et 17e Politburo). Il est ingénieur.